# 연속기업폭파사건
연속기업폭파사건(일본어: 連続企業爆破事件 렌조쿠키교바쿠하지켄[*])은 1974년-1975년에 걸쳐 동아시아반일무장전선이 옛 재벌기업, 대형 제네콘 기업의 사옥・시설 등에 폭탄을 설치해 폭파했던 사건이다. 동아시아반일무장전선은 일본이라는 국가 자체를 아시아 침략의 원흉으로 간주하고(반일망국론), 아시아 침략에 가담한 소위 전범기업에 대한 연쇄폭탄테러를 일으켰다.

## 연표
- 1974년 8월 30일 - 「늑대」그룹이 미츠비시중공 빌딩(현 마루노우치 2정목 빌딩)을 폭파(미츠비시중공 폭파사건). 사망자 8명, 중경상자 376명.
- 동년 10월 14일 - 「대지의 엄니」그룹이 미츠이물산 본사 사옥(물산관)을 폭파(미츠이물산 폭파사건). 중경상자 16명.
- 동년 11월 25일 - 「늑대」 그룹이 테이진 중앙연구소를 폭파(테이진 중앙연구소 폭파사건). 사상자 없음.
- 동년 12월 10일 - 「대지의 엄니」 그룹이 타이세이건설 본사를 폭파(타이세이건설 폭파사건). 중경상자 9명.
- 동년 12월 23일 - 「전갈」 그룹이 카지마건설 자재저장고를 폭파(카지마건설 폭파사건). 사상자 없음.
- 1975년 2월 28일 - 3반 합동작전으로 하자마구미 본사 빌딩 및 동사의 오오미야공장을 폭파(하자마구미 폭파사건). 부상자 5명.
- 동년 4월 19일 - 「대지의 엄니」 그룹이 오리엔탈메탈사・한국산업경제연구소를 폭파(오리엔탈메탈사·한국산업경제연구소 폭파사건). 사상자 없음.
- 동년 4월 28일 - 「전갈」 그룹이 하자마구미 케이세이에도가와 작업소를 폭파(하자마구미 폭파사건). 중상자 1명.
- 동년 5월 4일 - 「전갈」 그룹이 하자마구미 케이세이에도가와 철교 공사현장을 폭파(하자마구미 폭파사건). 사상자 없음.

## 수사 및 체포
미츠비시중공 폭파사건 직후 경시청 마루노우치경찰서에 설치된 특별수사본부는 공안부와 형사부 양측에서 경찰관이 투입된 이례적인 수사체제로 되었다. 현장검증에서 시한장치로 보이는 시계와 건전지 등의 파편이 발견되었다. 이것은 현장에 흩어져 있던 유리조각 40 톤 가운데서 발견되었다. 또한 폭탄은 페일통 2개에 담긴 염소산염계 혼합폭약 약 55 킬로그램으로 밝혀졌다. 폭약의 재료는 염소산나트륨을 사용한 제초제를 이용한 것이었다. 특수본은 폭탄의 위력이 “다이너마이트 700자루에 상당한다”고 발표했다. 특수본은 당초부터 아나키즘 성향의 “극좌폭력집단”의 범행으로 단정하고 있었다.
범인들이 발표한 범행성명과, 1974년 3월 지하출간된 『복복시계』에 사용된 타자기의 글꼴이 동일한 것으로 밝혀졌고, 같은 기종이 맞는 것으로 확인되었다. 그리하여 『복복시계』 작성자와 미츠비시중공 범행그룹이 동일할 가능성이 높아졌다. 또한 범행에 사용된 페일통 가운데 1개는 동경도내의 공장에서 제조된 것으로, 불과 70개 밖에 제조되지 않았고 모두 동경도내에서 판매된 것으로 밝혀졌다.
특수본은 처음에 아이누 혁명론을 떠들고 다니던 신좌파 평론가 오오타 류를 피의자로 생각하여 1972년의 샤쿠샤인상 훼손사건 혐의로 구속했다. 그러나 오오타 류의 아지트에서 압수된 『복복시계』에 물음표가 기입되어 있거나, 주변에 “내 이론을 흉내내는 자가 있다”고 욕을 하고 다닌 것이 밝혀져, 일단 오오타의 결백이 증명되었다. 그러나 공안부는 오오타의 사상적 인맥 어딘가에 범행그룹이 있을 것으로 추리했고, 그것이 적중해서 나중에 고구마줄기 캐듯이 동아시아반일무장전선의 전모가 파악되었다. 공안경찰은 오오타 류가 관여하던 “현대사조사”, “레볼트사”를 집중적으로 사찰한 결과, 사이토 노도카와 사사키 노리오를 주요 용의자로 포착하여 그 주변 인맥을 옥죄기 시작했다. 한편 오오타 본인은 재물손괴죄로 집행유예만 받고 풀려났다.
1975년 3월 말엽이면 경찰은 “늑대” 그룹 4명 전원을 사찰 하에 두고, 나머지 2개 그룹의 존재까지 인지하게 되었다. 1975년 4월 19일 발생한 오리엔탈메탈사·한국산업경제연구소 폭파사건 때, 멤버 전원이 외출해서 서로 연락을 주고받은 것으로 확인되었다. 그들의 아지트에서 나온 쓰레기 가운데, 범행성명문을 잘못 써서 버린 것 등이 발견되어 마침내 정체를 확정했다. 당초 5월 9일 일제검거 예정이었으나, 영국 여왕 엘리자베스 2세가 방일하고 있던 시점이라 만일의 사태를 우려해 연기되었다. 5월 19일 새벽, 주요 멤버 다이도지 마사시, 다이도지 아야코, 가타오카 도시아키, 사이토 노도카, 에키다 유키코, 구로카와 요시마사, 그리고 협력자 1인이 각자의 거처에서 일제히 체포되었다. 이 때 체포혐의는 한산연 폭파사건이었다.
사이토 노도카는 체포 과정에서 소지하고 있던 청산가리로 자살했다. 다이도지 아야코도 음독자살을 시도했으나 경찰관에게 저지당해 실패했다. 우가진 히사이치와 기리시마 사토시는 경찰이 구로카와의 집에서 그들의 열쇠를 발견하기 전까지 존재가 포착되지 않아 체포를 면하고 도주했다.

## 사건 이후
우가진과 기리시마는 5월 23일자로 전국지명수배되었다. 이후 카토 사부로 등이 동아시아반일무장전선의 잔당을 자처하여 신사본청 폭파사건 등 8건의 모방범행이 1977년 11월 무렵까지 계속되었다.
재판 도중인 1975년 8월, 일본적군이 쿠알라룸푸르 사건을 일으켜 사사키 노리오가 “초법규적 조치”로 석방되었다. 이어서 1977년 일본적군이 다카 일항기 납치사건을 일으키면서 다이도지 아야코와 에키다 유키코가 “초법규적 조치”로 석방되었다. 이들 3인은 일본적군에 합류했다.
1982년 7월, 잠행 중이던 우가진이 체포되었다.
일본적군에 합류하지 않고 일본에 잔류한 피고인단은 이후 재판에서 폭취 및 각각 살인 또는 살인미수가 적용되어, 1987년 3월 4일 다이도지 마사시와 가타오카 도시아키에게 사형, 구로카와 요시마사에게 무기징역, 협력자에게 징역 8년(1987년 11월 만기출소)이 확정되었다. 1990년 우가진의 징역 18년이 확정되었다(2003년 6월 만기출소). 1995년 에키다 유키코가 루마니아에서 구속되어 일본으로 이송, 2004년 5월 징역 20년이 확정되었다(2017년 3월 만기출소).
다이도지 아야코와 사사키 노리오가 체포되지 않았기 때문에, 그들이 체포될 경우 주요 증인이 될 다이도지 마사시와 가타오카 도시아키의 사형은 집행될 수 없고 사실상의 무기수로 수감되어 있었다. 다이도지 마사시는 2017년 5월 다발성 골수종으로 동경구치소에서 옥사했다. 현재 가타오카 도시아키는 동경구치소에, 구로카와 요시마사는 미야기형무소에 수감되어 있다.
다이도지 아야코와 사사키 노리오는 국제지명수배, 기리시마 사토시는 전국지명수배 중이다. 기리시마 사토시는 다이도지 아야코와 공범이 아닌 사건에 대해서는 공소시효가 성립한다.

## 주요 구속자
| 인물        | 인물              | 미츠비시중공 폭파사건 | 미츠이물산 폭파사건 | 테이진 중앙연구소 폭파사건 | 타이세이건설 폭파사건 | 카지마건설 폭파사건 | 하자마구미 본사 ・ 공장 동시폭파사건 | 한산연 폭파사건 | 하자마구미 작업현장 폭파사건 | 신병 구속일      | 판결     |
| ----------- | ----------------- | --------------------- | ------------------- | -------------------------- | --------------------- | ------------------- | ------------------------------------ | --------------- | ---------------------------- | ---------------- | -------- |
| 늑대        | 다이도지 마사시   | ○                     |                     | ○                          |                       |                     | ○                                    |                 |                              | 1975년 5월 19일  | 사형     |
| 늑대        | 가타오카 도시아키 | ○                     |                     | ○                          |                       |                     | ○                                    |                 |                              | 1975년 5월 19일  | 사형     |
| 늑대        | 다이도지 아야코   | ○                     |                     | ○                          |                       |                     | ○                                    |                 |                              | 국제지명수배 중  | -        |
| 늑대        | 사사키 노리오     | ○                     |                     | ○                          |                       |                     | ○                                    |                 |                              | 국제지명수배 중  | -        |
| 대지의 엄니 | 사이토 노도카     |                       | ○                   |                            | ○                     |                     | ○                                    | ○               |                              | 체포된 직후 자살 | -        |
| 대지의 엄니 | 에키다 유키코     |                       | ○                   |                            | ○                     |                     | ○                                    | ○               |                              | 1995년 3월 20일  | 20년형   |
| 전갈        | 구로카와 요시마사 |                       |                     |                            |                       | ○                   | ○                                    |                 | ○                            | 1975년 5월 19일  | 무기징역 |
| 전갈        | 우가진 히사이치   |                       |                     |                            |                       | ○                   | ○                                    |                 | ○                            | 1982년 7월 13일  | 18년형   |
| 전갈        | 기리시마 사토시   |                       |                     |                            |                       | ○                   | ○                                    | ○               | ○                            | 전국지명수배 중  | -        |
| 협력자      | 아라이 마리코     |                       |                     |                            |                       |                     |                                      |                 |                              | 1975년 5월 19일  | 10년형   |